# Hjalmar Fries
Hjalmar Fries, född 16 april 1891 i Kristiania (nuvarande Oslo), död där 14 december 1973, var en norsk skådespelare, regissör och teaterchef. Han var bror till skådespelaren Harald Schwenzen och manusförfattaren Per Schwenzen och far till skådespelaren Gretelill Fries.
Fries var engagerad vid Den Nationale Scene på 1920-talet och verkade även vid Det Nye Teater. Han var teaterchef på Det Nye Teater 1934–1935 och 1939–1945. Under dessa år verkade han också som skådespelare och regissör vid samma teater. På 1950-talet var han engagerad som skådespelare vid Trøndelag Teater, Det Nye Teater och Folketeatret.
Vid sidan av teatern verkade Fries som filmskådespelare. Han filmdebuterade 1922 i Harald Schwenzens Knut Hamsun-filmatiseringen Pan. Han medverkade i tio filmroller 1922–1966 och gjorde sin sista roll i TV-filmen Nederlaget.

## Filmografi
- 1922 – Pan
- 1924 – Til sæters
- 1925 – Himmeluret
- 1930 – Kristine Valdresdatter
- 1931 – Det stora barndopet
- 1951 – Vad vore livet utan dig
- 1953 – Selkvinnen
- 1953 – Den evige Eva
- 1954 – Heksenetter
- 1966 – Nederlaget (TV-film)